# 唐鑑 (史書)
《唐鑑》，北宋范祖禹撰，凡十二卷。
范祖禹曾协助司马光编纂《资治通鉴》唐代及五代十国部分，又把唐代历史的认识以史论的方式写定为《唐鉴》一书。《唐鑑》上起唐高祖，下迄唐昭宣；《唐鑑》自序謂：“臣祖禹受詔與臣光修《資治通鑑》，臣祖禹分職唐史，得以考其興廢治亂。”范祖禹评论唐德宗时说：“德宗性本猜克，故小人易入”。司马光在《资治通鉴》中评价建立唐朝的功劳多归于李世民。《唐鉴》卷一《唐高祖》评论“太宗有志有才而不知义”中批評李世民说：“太宗陷父于罪而胁之以起兵，高祖昵裴寂之邪，受其宫女而不辞，又称臣于突厥，倚以为助，何以示后世矣？”；又稱美“高祖斩副留守虎贲郎将王威、虎牙郎将高君雅”；“高祖遣刘文静使突厥，约连和”。建立唐朝，真正功劳在是李渊。有學者用范祖禹《唐鉴》与中华书局本《通鉴》相校，列舉44处不同处。
宋高宗曾撫此書再三讚賞：“讀《唐鑒》，知范祖禹有臺諫手段。”程颐认为《唐鉴》“自三代以后无此议论”《朱子语录》谓其“议论弱，又有不相应处。”朱熹说：“《唐鉴》议论大纲好，欠商量处亦多。”又批评道：“纯夫议论，大率皆只从门前过。”吕祖谦為此書作注，改为二十四卷。後世學者尊為“唐鑑公”，蔡绦《铁围山丛谈》曰：“祖禹子温，游大相国寺，诸贵珰见之，皆指目曰，此《唐鉴》之子。”。明太祖说：“宁舍玉妃，不舍《唐鉴》”。清仁宗稱：“范祖禹所著《唐鉴》一书，胪叙一代事迹，考镜得失，其立论颇有裨于治道”，并下令館臣仿照《唐鉴》的体例，辑成《明鉴》。